# 簡恩·尹
簡恩·尹（Jean Yoon，1962年5月4日—），漢字為尹真姬，是一名美國出生的加拿大女演員、詩人和劇作家，她擁有韓國血統。她最知名的角色是《通往9/11之路》中的空中服務員鄧月薇。
她的其他電影和電視劇角色包括《A Brighter Moon》、《唤醒死者》、《金家便利商店》、《Forget Me Never》、《龍在他鄉》、《諜網尋兇》和《尼基塔女郎》。她在《時光旅的戀人》中飾演Dr. Montague，也在迪士尼頻道原創電影《Cow Bells》中演出。
尹在2015年科幻電視劇《太空無垠》中飾演船長Theresa Yao。
她的劇本創作功勞包括《Sliding for Home & Borders》和《The Yoko Ono Project》。

## 外部連結
- 簡恩·尹在互联网电影资料库（IMDb）上的資料（英文）